# Qualquer Gato Vira-Lata
Qualquer Gato Vira-Lata é um filme de comédia romântica brasileiro de 2011, dirigido por Tomas Portella e adaptado por Daniela de Carlo, a partir de uma peça de teatro de mesmo nome criada por Juca de Oliveira. O filme é estrelado por Cleo Pires, Dudu Azevedo e Malvino Salvador como Tati,  Marcelo e Conrado respectivamente.
Ao ser adaptada para o cinema, teve o título encurtado e um aumento no número de personagens. A atriz Rita Guedes participou da peça como Tati, a protagonista, e no filme foi convidada para interpretar a ex-mulher de Conrado, Olga Portella, que não aparece na peça.

## Enredo
O filme acompanha um triângulo amoroso em que Tati, uma jovem abandonada pelo namorado Marcelo (um rapaz boa-vida, despreocupado e convencido), busca ajuda com Conrado, um cético professor de biologia que trabalha na faculdade onde estuda Tati. Assim, Conrado banca o terapeuta e sugere uma mudança de comportamento para que Tati possa reconquistar Marcelo.
Tudo vai bem até que o professor também se apaixona por ela, pior ainda pelo fato de Olga, a ex-mulher de Conrado e também sua vizinha, ainda estar apaixonada por ele. E a situação complica ainda mais quando, por um imprevisto, Marcelo e Conrado acabam se conhecendo e o rapaz já começa a desconfiar do professor, e ao sentir que está perdendo a então ex-namorada por definitivo, começa a ir atrás dela novamente. Cabe a Tati decidir o que será melhor para sua vida.

## Elenco
- Cléo Pires como Tati
- Dudu Azevedo como Marcelo
- Malvino Salvador como Conrado
- Lis Luciddi como Helena
- Rita Guedes como Olga Angela Portella
- Álamo Facó como Magrão (Paulo Sérgio)
- Letícia Novaes como Paula
- Yasmin Mitri como Consuela

## Recepção

### Crítica
Marcelo Forlani em sua crítica para o Omelete disse que a "trama toda é bem feitinha, obedece às regras todas do gênero, com descoberta do amor verdadeiro, empecilhos e final feliz. Já a execução tem seus problemas. Tecnicamente, o filme traz um problema que parecia há muito solucionado no cinema nacional, o som direto, que falha algumas vezes, perdendo sincronia e/ou destoando do resto do ambiente em que a cena se passa."
Thiago Siqueira do Cinema com Rapadura escreveu: "Já diz aquele velho ditado que tudo demais é veneno. Prova disto é este 'Qualquer Gato Vira-Lata', no qual é tudo muito exagerado, principalmente os personagens. Os babacas são extremamente babacas, a amiga excessivamente compreensiva, o biólogo é muito caricato e o roteiro conseguiu fazer com que a linda Cléo Pires se transformasse em uma namorada saída do inferno. Se o namorado não fosse um imbecil completo, dava até para dar razão a ele."

### Bilheteria
No primeiro final de semana 143.149 pessoas assistiram o filme nos cinemas, totalizando 144.066 bilhetes vendidos ao completar uma semana em cartaz. A partir da segunda semana o número de ingressos vendidos de Qualquer Gato Vira-Lata passou a cair consecutivamente. Na quinta semana atingiu um milhão de espectadores. A bilheteria foi finalizada com um público de 1.114.800 espectadores após seis semanas em cartaz.

## Sequência
Em fevereiro de 2012, anunciou-se que o filme ganharia uma continuação e que os protagonistas e o diretor retornariam para seus papéis. No final do mesmo ano, foi informado que o orçamento seria de 7,4 milhões de reais. Em junho de 2013, foi informado que o filme estava em pleno desenvolvimento, e alguns atores além dos protagonistas tinham sido confirmados.
Qualquer Gato Vira Lata 2, com roteiro de Paulo Cursino e direção de Roberto Santucci e Marcelo Antunez, teve pré-estreia em maio de 2015, com estreia em 4 de junho de 2015. Estão no elenco, além dos atores principais, Fabio Jr, Mel Maia, Rita Guedes, Letícia Novaes, Álamo Facó e Stela Miranda.